# Dipsacales
Dipsacales is een botanische naam, voor een orde van bloeiende planten: de naam is gevormd uit de familienaam Dipsacaceae. Een orde onder deze naam wordt met een zekere regelmaat erkend door systemen voor plantentaxonomie.
Volgens het APG II-systeem (2003) bestaat de orde uit:
- orde Dipsacales
  - familie Adoxaceae (Muskuskruidfamilie)
  - familie Caprifoliaceae (Kamperfoeliefamilie)
    - [+ familie Diervillaceae ]
    - [+ familie Dipsacaceae ] (Kaardebolfamilie)
    - [+ familie Linnaeaceae ]
    - [+ familie Morinaceae ]
    - [+ familie Valerianaceae ] (Valeriaanfamilie)

Noot: de families tussen [+ ...] zijn optioneel, desgewenst af te scheiden.
Dit is een lichte wijziging ten opzichte van het APG-systeem (1998) dat de volgende omschrijving hanteerde:
- orde Dipsacales
  - familie Caprifoliaceae
  - familie Diervillaceae
  - familie Dipsacaceae
  - familie Linnaeaceae
  - familie Morinaceae
  - familie Valerianaceae

In het Cronquist-systeem (1981), waar de orde werd geplaatst in de onderklasse Asteridae, bestond deze orde uit de families:
- orde Dipsacales
  - familie Adoxaceae (Muskuskruidfamilie)
  - familie Caprifoliaceae (Kamperfoeliefamilie)
  - familie Dipsacaceae (Kaardebolfamilie)
  - familie Valerianaceae (Valeriaanfamilie)

Waarbij de planten die in APG II zijn ondergebracht in de families Diervillaceae en Linnaeaceae ondergebracht waren in de familie Caprifoliaceae, evenals de genera Viburnum en Sambucus.
Deze planten werden overigens ook al bij elkaar gezet door Wettstein maar dan in diens orde Rubiales.